# Oelitsa Milasjenkova
Oelitsa Milasjenkova (Russisch: Улица Милашенкова) is een station van de  Moskouse monorail dat in 2004 is geopend. 

## Geschiedenis
In het voorjaar van 2003 werd begonnen met de aanleg van fase 1 van de monorail, tussen Timirjazevskaja in het westen en de Oelitsa Sergeja Ejzensjtejna in het oosten. Het was destijds de bedoeling om de monorail nog hetzelfde jaar te openen. De monorail werd echter pas op 20 november 2014 geopend waarbij werd gereden als bij een toeristische attractie met twee treinen op de hele lijn en een frequentie van eens per dertig minuten. Aanvankelijk konden reizigers alleen instappen bij het oostelijke eindpunt Oelitsa Sergeja Ejzensjtejna en werd gereden tussen 10:00 uur en 16:00 uur. Vanaf 29 november 2004 kon ook bij het westelijke eindpunt, Timirjazevskaja, worden in gestapt, de vier tussenliggende stations, waaronder Oelitsa Milasjenkova, waren alleen uitstaphaltes. In juli 2005 werd de bedrijfstijd verruimd tot 7:50 – 20:00 uur. Het duurde tot 10 januari 2008 voordat de monorail een volwaardig onderdeel werd van het Moskouse OV. De reizigers konden toen van 6:50 uur tot 23:00 uur de monorail gebruiken en op alle stations in- en uitstappen. Sinds 23 januari 2017 is er weer sprake van een lage frequentie tussen 7:50 en 20:00 uur.      

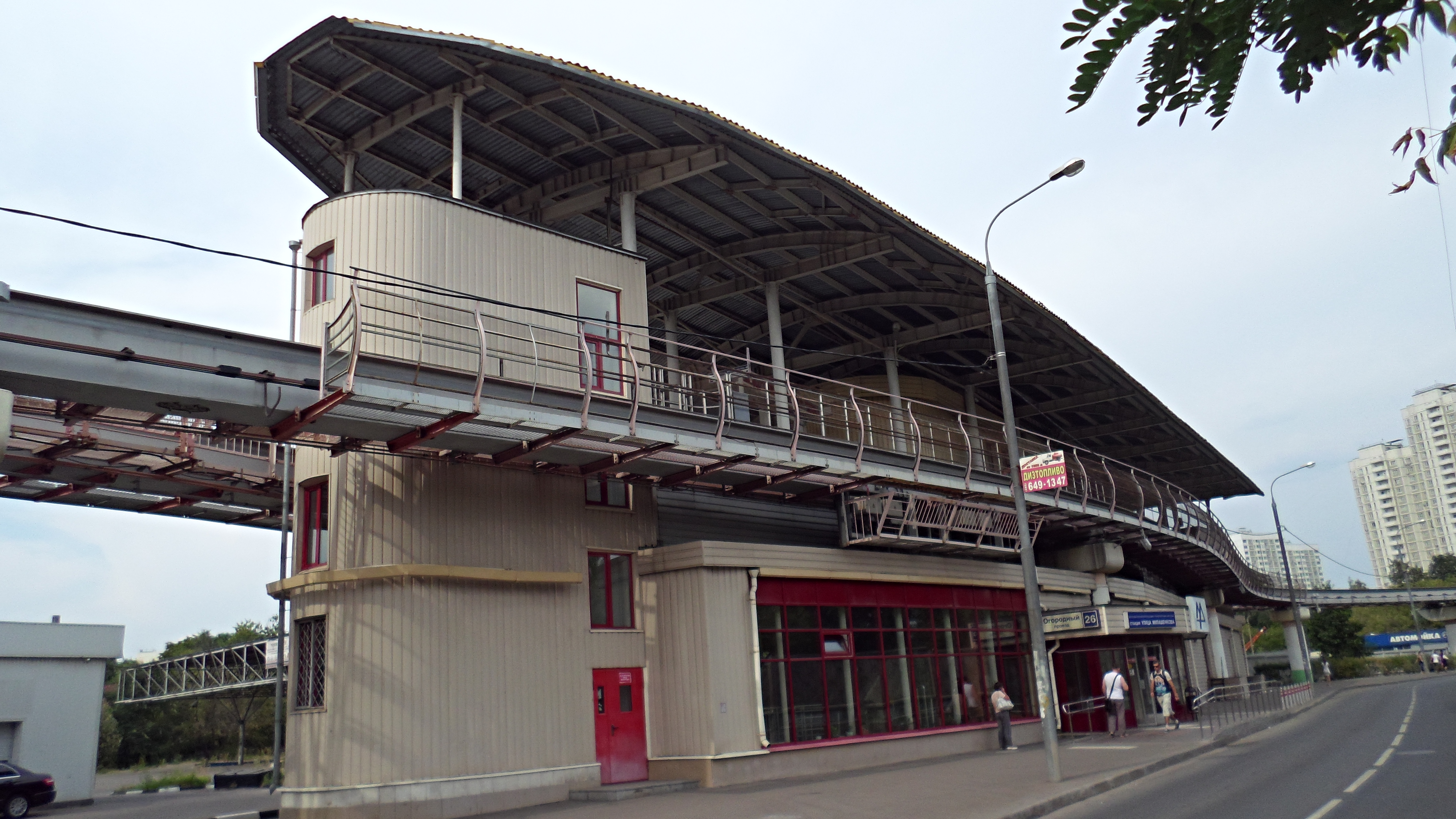
De zuidgevel
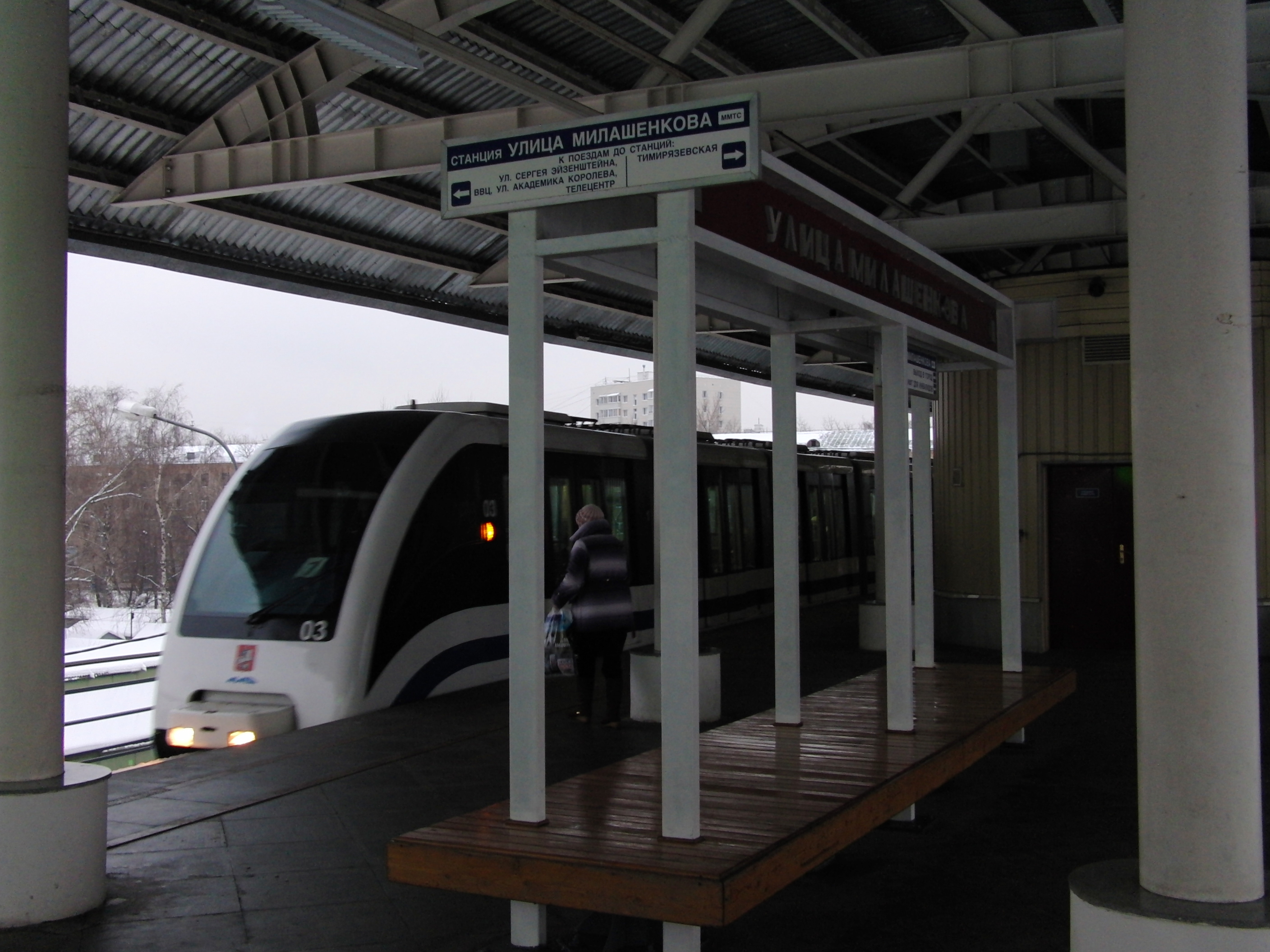
De monorail langs het perron
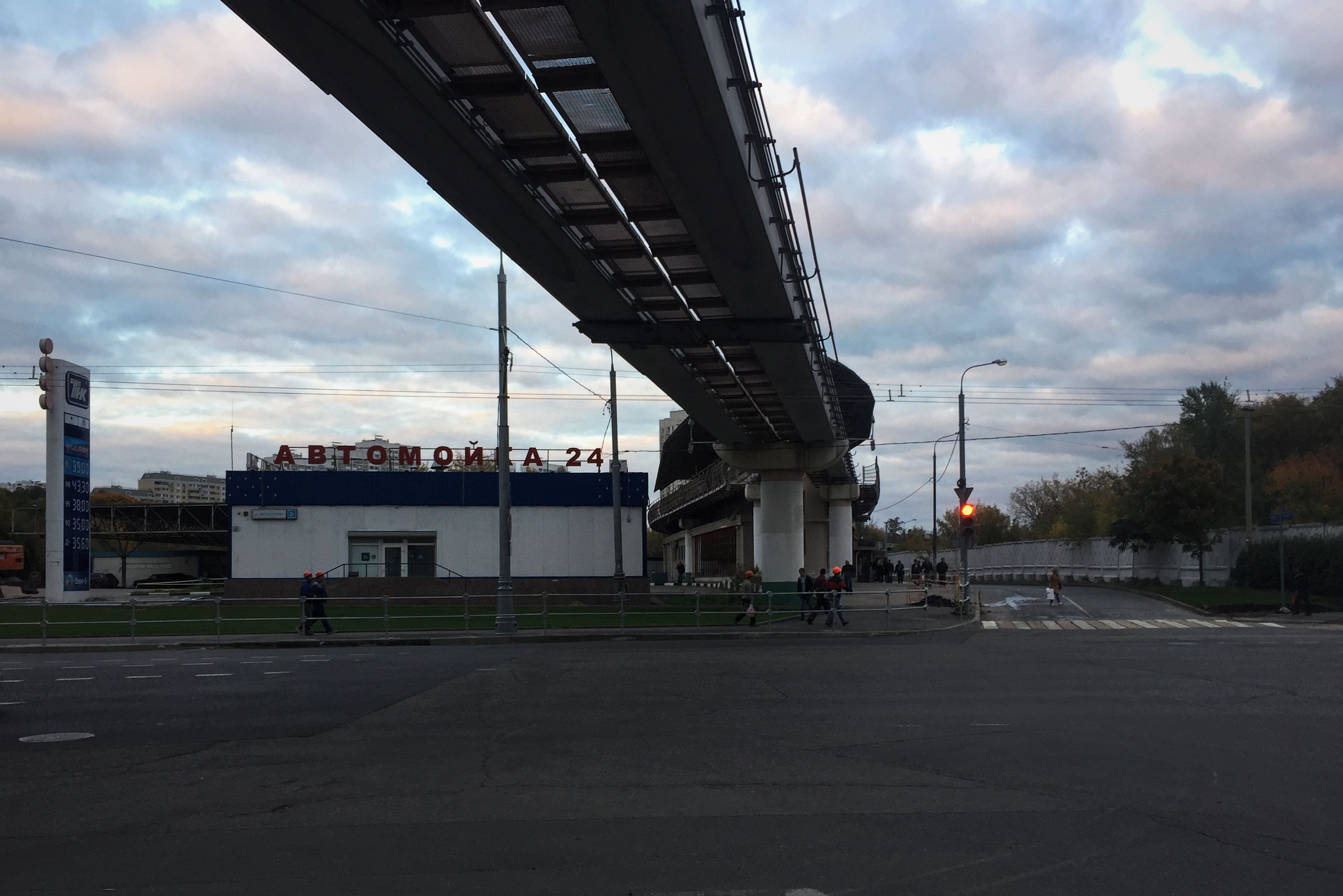
het viaduct over de naamgevende straat aan de westkant van het station

## Ligging en inrichting
De stationshal ligt midden onder het perron en is met twee roltrappen en een lift verbonden met het perron. Het heeft de vorm van een langgerekte druppel en sporen lopen als een slinger langs het perron. De naam gevende straat ligt aan de westkant waar ook de toegangen tot metrostation Fonvizinskaja te vinden zijn. Het perron is 75 meter lang en daarmee het langste perron van de monorail. Het breedste deel van het perron is 15,6 meter breed bij de roltrappen en lift in het midden. Overstappers vinden de bushaltes aan de Ogorodnj passage ongeveer 100 meter ten zuiden van het station en bij het metrostation op ongeveer 75 meter van de monorail. De andere kant op ligt station Ostankino aan de oktoberspoorweg. Het is zelfs mogelijk om “over te stappen” op het 3,2 kilometer noordelijker gelegen Okroezjnaja zonder opnieuw het instaptarief te hoeven betalen.  